# Regionalny Zespół Pieśni i Tańca „Cepelia Fil Wilamowice”
Regionalny Zespół Pieśni i Tańca Cepelia FIL-Wilamowice – zespół pieśni i tańca z Wilamowic, prezentujący folklor, stroje i pieśni śpiewane w języku wilamowskim.

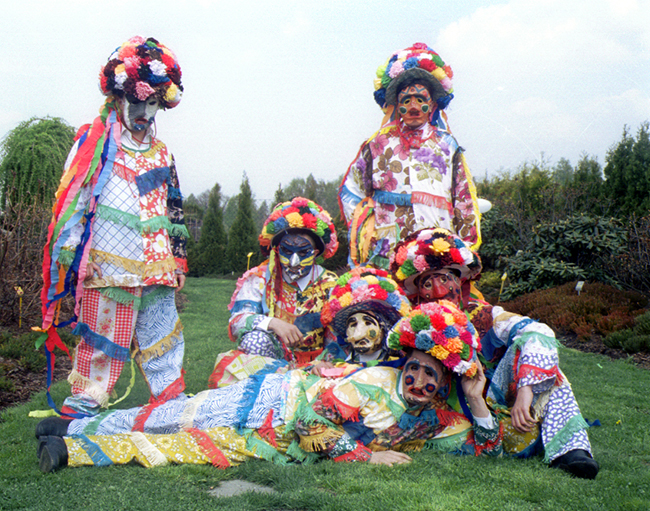
Tancerze w strojach śmierguśnickich

## Informacje ogólne
Podstawę repertuaru zespołu stanowią miejscowe tańce i przyśpiewki zaczerpnięte z obyczajów kultywowanych w Wilamowicach przez mieszkańców miasteczka, potomków osadników przybyłych na teren Polski z ziem flamandzkich na początku XIII wieku. Zespół w swoim repertuarze posiada również tańce i piosenki prezentujące folklor z innych regionów Polski: suitę tańców cieszyńskich oraz tańce narodowe: Krakowiaka, Poloneza i Oberka.
Zespół działa przy Miejsko-Gminnym Ośrodku Kultury w Wilamowicach. Patronat nad zespołem sprawuje Fundacja „Cepelia” Polska Sztuka i Rękodzieło z Warszawy. Zespół jest członkiem Międzynarodowej Organizacji Rady Stowarzyszeń Folklorystycznych, Festiwali i Sztuki Ludowej (CIOFF). Kierownikiem zespołu i jego założycielką jest Jolanta Danek – absolwentka Wydziału Etnologii i Nauk o Edukacji Uniwersytetu Śląskiego.
Zespół wielokrotnie reprezentował Polskę na Międzynarodowych Spotkaniach Folklorystycznych CIOFF. Występował również w wielu krajach, takich jak: Belgia, Chorwacja, Czechy, Francja, Holandia, Litwa, Słowacja, Szwecja, Turcja, Węgry, Włochy. Występował na licznych estradach Tygodnia Kultury Beskidzkiej a także na Międzynarodowym Festiwalu Mniejszości Narodowych i Grup Etnicznych „Europa bez Granic” w Legnicy. Od kilku lat zespół prezentuje również swój dorobek artystyczny podczas Międzynarodowego Festiwalu Spółdzielczych Zespołów Artystycznych "Tęcza Polska" w Polanicy-Zdroju.

## Nagrody
- W roku 2000 w Muzeum w Przysusze zespół odebrał nagrodę im. Oskara Kolberga "Za zasługi dla kultury ludowej".

- Zespół otrzymał Dyplomy od Ministra Kultury i Dziedzictwa Narodowego „Za zasługi w upowszechnianiu kultury ludowej” w 1998 i 2002 roku.

- W roku 2002 zespół otrzymał Srebrny Medal „Zasłużony dla Cepelii”.

- W roku 2000 na Światowym Festiwalu Folkloru w Santa Gorizia we Włoszech pod patronatem UNESCO i CIOFF otrzymał główną nagrodę festiwalu – Oscara Folkloru .

- Zespół otrzymał Jury Specjal Awards w kategorii "folklor" na Międzynarodowym Festiwalu Folklorystycznym w Stambule w 2007 roku.

- W październiku 2007 na wniosek Rady Gminy Wilamowice Zespół otrzymał nominację do IX edycji Nagrody Starosty Bielskiego im. ks. Prałata Józefa Londzina.